# Хондзинский, Павел Владимирович
Па́вел Влади́мирович Хондзи́нский (род. 26 февраля 1956, посёлок Ильинское, Московская область, СССР) — священник Русской православной церкви (протоиерей), преподаватель, специалист по русскому православному богословскому наследию. Декан Богословского факультета ПСТГУ, доцент и заведующий кафедрой практического богословия. Доктор богословия (Православного Свято-Тихоновского гуманитарного университета). Первый в современной России обладатель учёной степени кандидат наук по теологии государственного образца (2017).

## Биография
В 1982 году окончил Ленинградскую государственную консерваторию по классу фортепиано. Занимался исполнительской деятельностью и преподавал в Государственном музыкальном училище им. Гнесиных.
Пишет, что увлёкся православием благодаря священнику, отцу Василию Владышевскому. В 1994 году поступил в Православный Свято-Тихоновский богословский институт (ПСТГУ).
1 октября 1995 году был рукоположён в сан диакона, а 16 июня 1996 года — в сан священника. Служил в храме святителя Николая в Зеленограде. Является штатным клириком Храма святителя Николая Мирликийского в Кузнецах.
27 апреля 2005 года в Храме Христа Спасителя удостоен права ношения наперсного креста.
19 апреля 2011 года в соборном храме Сошествия Святого Духа Зачатьевского монастыря был возведён в сан протоиерея.
В 2016—2020 годах состоял в Номинационной комиссии Учебного комитета РПЦ.
10 апреля 2023 года удостоен права ношения креста с украшениями

### Богословская деятельность
ПО собственному признанию: «Примерно через год после окончания заочного отделения института меня вдруг вызвал к себе наш ректор, отец Владимир Воробьёв, и пригласил преподавать в ПСТБИ — это предложение было для меня неожиданностью. <…> отцу Владимиру даже пришлось какое-то время меня уговаривать, но он замечательно умеет это делать, так что я в итоге согласился. Сразу стало понятно, что преподавателю нужно заниматься научной работой, чтобы, если можно так сказать, хотя бы на полголовы быть впереди своих студентов. Я пробовал заниматься то одним, то другим, но в конце концов найти свое направление помог мне все тот же отец Владимир. Когда наше издательство решило выпустить сочинения святителя Филарета (Дроздова), отец Владимир почему-то порекомендовал меня редактору книги Егору Агафонову. Именно тогда я впервые всерьез прочитал святителя Филарета, пришел в совершенный восторг и ничтоже сумняшеся написал про него статью. <…> Наверное, с этой статьи у меня и появился интерес к научной работе, и возникла потребность ею заниматься». С 2000 года — преподаватель Богословского факультета ПСТГУ.
C сентября 2007 года по август 2010 года работал заведующим кафедрой пастырского и нравственного богословия ПСТГУ.
В 2009—2010 годах возглавлял сектор по изучению наследия святителя Филарета Московского в Отделе новейшей истории Русской Православной Церкви.
12 февраля 2010 года на заседании диссертационного совета ПСТГУ защитил диссертацию «Разрешение экклесиологических проблем русского богословия XVIII—XIX вв. в трудах святителя Филарета, митрополита Московского» на соискание учёной степени кандидата богословия. Научный руководитель — доцент кафедры истории Русской Православной Церкви ПСТГУ, магистр богословия, кандидат исторических наук Наталия Юрьевна Сухова, официальные оппоненты — кандидат богословских наук, доцент МДА игумен Андроник (Трубачев) и доктор исторических наук, профессор ПСТГУ Александр Иванович Яковлев.
C сентября 2010 года — заведующий кафедрой практического богословия ПСТГУ.
В августе 2012 года становится заместителем декана Богословского факультета ПСТГУ по воспитательной работе.
30 октября 2015 года защитил диссертацию «Русское вне-академическое богословие XIX в.: генезис и проблематика» на соискание церковной степени доктора богословия. Диссертация является первой попыткой серьёзного научно-критического осмысления богословия мирян, как особого феномена русской cинодальной традиции XIX века. Официальными оппонентами диссертанта выступили д. ц. и., д. и. н. проф. Н. Ю. Сухова (ПСТГУ), д. ф. н. проф. К. М. Антонов (ПСТГУ), д. ф. н. О. Л. Фетисенко (ИРЛИ РАН).
В марте 2016 года избран деканом Богословского факультета ПСТГУ.
22 ноября 2021 года присвоено учёное звание доцента

### Кандидат теологии
3 марта 2017 года Объединённый диссертационный совет по новой научной специальности «теология» приступил к рассмотрению его диссертации на соискание степени кандидата теологии, которая стала первой работой по теологии в России, допущенной к защите государственным диссертационным советом. За неделю до защиты диссертация стала предметом горячих дискуссий в социальных сетях и новостях, однако предметом обсуждения стала не сама работа, а то, что степень кандидата наук может быть присуждена по специальности «теология». Из девяти отзывов оппонентов пять оказались отрицательными, их представили исследователи из сферы естественных наук. Они касались прежде всего метода исследования, который основывался на личном опыте веры и жизни теолога, что по мнению оппонентов, противоречило нормам научного исследования. Сам Павел Хондзинский на это возразил тем, что «гуманитарные исследования непосредственно связаны с личностью автора». Кроме того, он отмечал, что степень кандидата теологии не принесёт ему «материальных благ», так он уже является доктором богословия, но имеет большое значение для научного сообщества России в целом.
Защита первой в современной России диссертации на соискание учёной степени по теме «Разрешение проблем русского богословия XVIII века в синтезе святителя Филарета, митрополита Московского» (специальность 26.00.01 «Теология») состоялась 1 июня того же года на заседании объединенного диссертационного совета Общецерковной аспирантуры и докторантура имени святых равноапостольных Кирилла и Мефодия, Православного Свято-
Тихоновского гуманитарного университета, Московского государственного университета имени М. В. Ломоносова и Российской академии народного хозяйства и государственной службы при Президенте Российской Федерации. Научный руководитель — кандидат философских наук, доцент Н. Н. Павлюченков. Официальные оппоненты — доктор философских наук, профессор, академик Российской академии образования А. А. Корольков и кандидат философских наук, доцент А. П. Соловьёв. Ведущая организация — сектор истории русской философии Института философии Российской академии наук. На работу поступило девять отзывов: четыре положительных и пять отрицательных. Диссертация защищена практически единогласно: 21 голос «за», один недействительный.
По сведениям ОЦАД, хотя диссертация и защищалась по специальности 26.00.01 — «Теология», Хондзинскому была присуждена степень «кандидат философских наук». То же самое указано в диссертации и автореферате. По заявлению пресс-службы Министерства образования и науки Хондзинский написал диссертацию на соискание ученой степени кандидата философских наук, но фактически получил другую степень — кандидата теологии.

## Работы
- Святитель Филарет Московский: богословский синтез эпохи: историко-богословское исследование — Москва : Изд-во ПСТГУ, 2010. — 302 с. — ISBN 978-5-7429-0560-8
  - Святитель Филарет Московский: богословский синтез эпохи: историко-богословское исследование. — 2-е изд., испр. — Москва : Изд-во ПСТГУ, 2012. — 302 с. — ISBN 978-5-7429-0710-7
- «Ныне все мы болеем теологией»: из истории русского богословия предсинодальной эпохи. — Москва : Изд-во ПСТГУ, 2013. — 480 с. — ISBN 978-5-7429-0817-3.
  - «Ныне все мы болеем теологией» : из истории русского богословия предсинодальной эпохи. — Москва : Изд-во ПСТГУ, 2017. — 479 с. — ISBN 978-5-7429-1100-5. — 300 экз.
- «Церковь не есть академия». Русское внеакадемическое богословие XIX века: [монография]. — Москва : Изд-во ПСТГУ, 2016. — 478 с. — ISBN 978-5-7429-1037-4. — 300 экз.
  - Церковь не есть академия: русское внеакадемическое богословие XIX века. — Москва : ПСТГУ, 2017. — 478 с. — ISBN 978-5-7429-1093-0. — 500 экз.
- Незримая обитель, или Краткая повесть о жизни дивеевских монахинь в Муромском изгнании: с приложением подлинных документов, писем и воспоминаний. — Москва : ПСТГУ, 2017. — 278 с. — ISBN 978-5-7429-0491-5. — 5 000 экз.
- Богословские портреты: Очерки святоотеческого богословия Синодальной эпохи. — М.: ПСТГУ, 2021. — ISBN 978-5-7429-1354-2

- Пастырское богословие: программа курса. — М.: ПСТГУ, 2009.
- Рабочая программа курса «Пастырское богословие». — М.: ПСТГУ, 2012.
- Рабочая программа курса «История русского богословия». — М.: ПСТГУ, 2012.
- Русская патрология XI — начало XX в.: учебное пособие. — Москва : Изд-во ПСТГУ, 2019. — 77 с. — ISBN 978-5-7429-1197-5. — 300 экз.
  - Русская патрология: XI — начало XX в. : учебное пособие. — Москва : Православный Свято-Тихоновский гуманитарный университет, 2020. — ISBN 978-5-7429-1249-1
- Введение в богословскую традицию : Учебное пособие. — Москва : Изд-во ПСТГУ, 2024. — 88 с. — ISBN 978-5-7429-1585-0

- Против Штайнера: Православие и вальдорфская педагогика // Журнал Московской Патриархии. 2000. — № 8. — С. 71—83; № 10. — С. 62—76.
- Богословие гимнографических форм // Журнал Московской Патриархии. 2001. — № 12. — С. 66—83
- Премудрость созда себе дом. Святитель Московский Филарет в его гомилиях на Богородичные праздники // Журнал Московской Патриархии. 2002. — № 6. — С. 42—50.
- Три святителя // Журнал Московской Патриархии. 2003. — № 5. — С. 88—96.
- Богословие истории в трудах святителя Филарета, митрополита Московского // Приглашение к истории: Сборник статей. — М.: ПСТБИ, 2003. — С. 63—72.
- О богословии святителя Филарета, митрополита Московского // Святитель Филарет (Дроздов), митрополит Московский: Избранные труды, письма, воспоминания. — М.: ПСТБИ, 2003. — С. 56—88.
- Забытая публикация // Журнал Московской Патриархии. — М., 2004. — № 9. — С. 66-71, 74.
- Учение святителя Московского Филарета о слове и русская словесность // Журнал Московской Патриархии. 2006. — № 4. — С. 60—72.
- Истинное христианство в жизни и трудах святителя Тихона Задонского // Святитель Тихон Задонский: Избранные труды. Письма. Материалы. — М.: ПСТБИ, 2004. — С. 10—49.
- Келейный дневник святителя Филарета (Дроздова) / Хронологическая реконструкция текста, комментарии и вступительная статья иер. П. Хондзинского // Филаретовский альманах. Вып. 1. — М: ПСТГУ, 2004. — С. 6—70.
- И затворены быша двери (вступительная статья) // Митрополит Вениамин (Федченков). Лекции по пастырскому богословию с аскетикой. — М.: ПСТГУ, 2006. — С. 5—22.
- Догмат любви (вступительная статья) // Митрополит Антоний Храповицкий: Избранные труды, письма, материалы. — М.: ПСТГУ, 2007. — С. LII—CVI.
- Путь волхвов // Филаретовский альманах. Вып. 2. — М.: ПСТГУ, 2006. — С. 25—45.
- Святитель Филарет и митрополит Платон // Филаретовский альманах. Вып. 3. — М.: ПСТГУ, 2007. — С. 98—108.
- Афон и его сакральное восприятие в русской традиции // Материалы международной научно-богословской конференции «Россия-Афон: тысячелетие духовного единства». — М.: ПСТГУ, 2008. — С. 73—80.
- Восток и Запад в «русском синтезе» святителя Филарета митрополита Московского // Филаретовский альманах. Вып. 4. — М.: ПСТГУ, 2008. — С. 9—39.
- Над временем. Епископ Михаил (Грибановский): попытка богословского портрета // Вестник ПСТГУ. Серия I: Богословие. Философия. 2009. — Вып. 2 (26). — С. 21-38.
- Святитель Филарет Московский и святитель Григорий Палама // Филаретовский альманах. Вып. 5. — М.: ПСТГУ, 2009. — С. 61—89.
- «Церковь» и «Слово» в богословских воззрениях святителя Филарета Московского и святого Иоанна Кронштадтского // Материалы XIX Ежегодной Богословской конференции ПСТГУ. — М.: ПСТГУ, 2009. — С. 85—92.
- PATERNITÀ SPIRITUALE E CURA PASTORALE NELL´OPERA DI PADRE PONTIJ RUPYŠEV (1877—1939) // LA PATERNITÀ SPIRITUALE nella tradizione ortodossa. Atti del XVI Convegno ecumenico internationale di spiritualità ortodossa. Bose, 18 — 21 settembre 2008. EDIZIONI QIQAJON, 2009. — p. 261—283.
- Игнатий (Брянчанинов) // Православная энциклопедия. — М., 2009. — Т. XXI : Иверская икона Божией матери — Икиматарий. — С. 74—89]. — 39 000 экз. — ISBN 978-5-89572-038-7. (соавторы: Бежанидзе Г. В., Сухова Н. Ю., Яковлев А. И., Большакова С. Е.).
- Иоанн Кронштадтский // Православная энциклопедия. — М., 2010. — Т. XXIV : Иоанн Воин — Иоанна Богослова Откровение. — С. 353—382. — 39 000 экз. — ISBN 978-5-89572-044-8. (соавторы: Ильяшенко Ф. А. свящ., Фирсов С. Л., Беловолов Г. В. прот., Большакова С. Е.).
- На пути к синтезу: свт. Тихон Задонский и Иоганн Арндт // Христианство и русская литература. СПб. 2010. — С. 3 — 25.
- Разрешение экклесиологических проблем русского богословия XVIII — начала XIX в. в трудах святителя Филарета, митрополита Московского (речь перед защитой диссертации на соискание степени кандидата богословия) // Филаретовский альманах. Вып. 6. — М.: ПСТГУ, 2010. С.115—120.
- Опытное богословие святого праведного Иоанна Кронштадтского (вступительная статья) // Святой праведный Иоанн Кронштадтский: избранные сочинения, проповеди, материалы / ред.-сост. свящ. Павел Хондзинский. — М.: ПСТГУ, 2011. — С. 98—136.
- Блаженный Августин в русской духовной традиции XVIII в. // Вестник ПСТГУ I:1(33). — М.: ПСТГУ, 2011. — С. 22—38.
- К вопросу о начале московских евхаристических споров XVII века // Вестник ПСТГУ II:2(39). — М.: ПСТГУ, 2011. — С. 7—17.
- Синодальная реформа и экклесиология первых славянофилов: А. С. Хомякова и Ю. Ф. Самарина // Вестник ПСТГУ I:5(37). — М.: ПСТГУ, 2011. — С. 57—70.
- Священное Писание в богословии школы преосвященного Феофана Прокоповича // Русское богословие: традиции и современность. — М. 2011. — С. 47 — 55.
- Святитель Филарет Московский в его отношении к католицизму // Русское богословие: традиции и современность. — М. 2011. — С. 157—168.
- Вступление к публикации: Материалы к истории Библейского общества в России // Филаретовский альманах. Вып. 7. — М.: ПСТГУ, 2011. — С. 7—13.
- Понятие «общины» в русской богословской традиции второй половины XIX — начала XX в. // Вестник ПСТГУ. Серия I: Богословие. Философия. 2012. — Вып. 3 (41). — С. 38-46.
- Святитель Димитрий Ростовский и Федор Михайлович Достоевский // Вестник ПСТГУ. Серия I: Богословие. Философия. 2012. — Вып. 5 (43). — С. 23-32.
- Учение святителя Феофана о благодати и «чистой любви» в контексте идей блж. Августина // Вестник ПСТГУ. Серия I: Богословие. Философия. 2012. — Вып. 6 (44). — С. 21-29.
- Церковный быт и общинная жизнь (по трудам священномученика Сергия Мечева) // Cyrześcijaństwo wobec problemów współczesnego świata. — Kraków. 2012. — C. 111—118.
- К вопросу о генезисе экклесиологии А. С. Хомякова // Материалы XXII ежегодной богословской конференции ПСТГУ Т. 1. — М., 2012. — С. 347—351.
- Святой и время. // «Друг друга тяготы носите…»: жизнь и пастырский подвиг священномученика Сергия Мечёва : в 2 кн. — М., 2012. — Кн. 1. — С. 75—94.
- Laientheologie в эпоху Алекандра I. // Филаретовский альманах № 8. ПСТГУ. 2012. — С. 18—30.
- Laientheologie или христианская философия? // Вестник ПСТГУ I:3(47). — М.: ПСТГУ, 2013. — С. 42—59.
- «Чистая любовь» в поучениях старца Зосимы // Достоевский и мировая культура: Альманах. Вып. 30. Ч. 1. — М., 2013. — С. 423—440.
- Audiatur et altera pars — о новой книге Н. К. Гаврюшина // Вестник ПСТГУ I:4(48). — М.: ПСТГУ, 2013. — С. 162—168.
- «Повесть временных лет» и «Хроника» Георгия Амартола: опыт сравнительно-богословской характеристики // Филаретовский альманах. Вып. 9. — М.: ПСТГУ, 2013. — С. 75—89.
- О книге Юриса Довейко «Онтологическая трансформация человека в богословии Игнатия Брянчанинова: критическое осмысление» (Латвийский университет, 2011) // Филаретовский альманах. Вып. 9. — М.: ПСТГУ, 2013. — С. 200—203.
- Теорема Паскаля // Chrześcijaństwo a współczesne koncepcje człowieka Kraków, 2013. — С. 75—82.
- Yuri F. Samarin as a Commentator on Alexei S. Khomiakov’s Theological Works // Religion and Cultur in Russian Thought. Krakow, 2014. — P. 86—93.
- Теология счастья // Вестник ПСТГУ I:1(51). — М.: ПСТГУ, 2014. — С. 23—35.
- К вопросу об источнике цитаты из «жизнеописателя» прп. Сергия Радонежского в лекции кн. Е. Н. Трубецкого «Умозрение в красках» // Вестник ПСТГУ I:6(56). — М.: ПСТГУ, 2014. — С. 9—20.
- «Православное учение о спасении» архимандрита Сергия (Страгородского) и его критика священноисповедником Виктором (Островидовым) и архиепископом Серафимом (Соболевым) // Вестник ПСТГУ II:2(57). — М.: ПСТГУ, 2014. — С. 98—113.
- «Историко-догматическое обозрение учения о Таинствах» святителя Филарета митрополита Московского // Русское богословие: исследования и материалы. — М.: ПСТГУ, 2014. — С. 131—139.
- Из переписки Ю. Ф. Самарина с баронессой Э. Ф. Раден / Предисл., публ. и пер. прот. П. Хондзинского // Русское богословие: исследования и материалы. — М.: ПСТГУ, 2014. — С. 232—271.
- Хондзинский П. В., прот. Достоевский как учитель Церкви // Вестник Русской христианской гуманитарной академии. 2014. Том 15. Вып. 2. СПб.: Изд-во РХГА, 2014. — С. 137—146.
- Идеи блаженного Августина в экклесиологии свт. Филарета и новом русском богословии // Prace komisji kultury słowian pau. Tom X. Kościół a świat współczesny. Kraków, 2014. P. 59—81.
- Духовно-академические источники богословия мирян // Филаретовский альманах. Вып. 10. — М.: ПСТГУ, 2014. — С. 133—146.
- Фрагмент «О Троице» в общем контексте богословского наследия А. С. Хомякова // Вопросы философии. 2015. — № 2. — С. 83—93.
- «Поле» конфессионализации: опыт приложения теории к русской духовной традиции // Вестник ПСТГУ II:2(63). М: ПСТГУ, 2015. — С. 9—17.
- А. С. Хомяков между блаженным Августином и Кантом // Филаретовский альманах. Вып. 11. — М.: ПСТГУ, 2015. — С. 165—175.
- Стефан Иванович Смирнов: неизданные сочинения / предисловие и публикация прот. П. Хондзинского // Русское богословие: исследования и материалы. — М., 2015. — С. 108—128.
- Киевская богословская школа: святитель Феофан Затворник и П. Д. Юркевич // Феофановские чтения: сб. науч. ст. Рязань, 2015. — С. 22—32.
- Святоотеческое богословие Синодальной эпохи: к постановке проблемы // Душанбинский альманах. Вып. 1. — М., 2015. — С. 95—104.
- Синтез опытной психологии и метафизики в духовно-академической науке второй половины XIX столетия: А. Е. Светилин и его ученики // Государство, религия, Церковь в России и за рубежом. 2015. — № 4 [33]. — С. 152—174.
- Между Москвой и Римом: Ю. Ф. Самарин в его юношеской переписке с И. С. Гагариным // Человек перед выбором в современном мире: проблемы, возможности, решения: Материалы Всероссийской научной конференции 27—28 октября 2015 г., ИФ РАН (Москва): В 3 т. / Отв. ред. — М. С. Киселёва. — М.: Научная мысль, 2015. Т. 2. — С. 80—88.
- Приходское духовенство конца XIX — начала XX века в русской духовной традиции // Материалы ежегодной научно-богословской конференции СПбДА. Материалы международной конференции «Приходское служение и общинная жизнь» / Сборник докладов. — СПб., 2015. — С. 165—172.
- Антропология Аполлинария Лаодикийского в трудах В. И. Несмелова // Вестник ПСТГУ I:1 (63). — М.: ПСТГУ, 2016. — С. 38—49.
- Новозаветная экклесиология святителя Феофана Затворника // Христианское чтение. 2016. — № 2. — С. 1—13.
- Святитель Филарет и блаженный Августин // Вестник ПСТГУ II: 5 (72). — М.: ПСТГУ, 2016. — С. 20—30.
- Святитель Филарет (Дроздов) и преподобный Сергий Радонежский // Филаретовский альманах. Вып. 12. — М.: ПСТГУ, 2016. — С. 23—32.
- Комментарий святителя Феофана Затворника на письма графа М. М. Сперанского к Ф. Цейеру // Филаретовский альманах. Вып. 12. — М.: ПСТГУ, 2016. — С. 110—122.
- Мерзость запустения в лучах света с Востока: заметки о церковной публицистике И. — С. Аксакова // Русское богословие: исследования и материалы. — М.: ПСТГУ, 2016. — С. 134—144.
- Н. В. Гоголь как представитель Laientheologie // Христианство и русская литература: Сборник восьмой / Отв. ред. В. А. Котельников и О. Л. Фетисенко. — СПб.: Издательство «Пушкинский Дом», 2016. — С. 68—86.
- Святой в литературе и жизни: старец Зосима и святой праведный Иоанн Кронштадтский // Христианство и русская литература: Сборник восьмой / Отв. ред. В. А. Котельников и О. Л. Фетисенко. — СПб.: Издательство «Пушкинский Дом», 2016. — С. 108—128.
- Eschatology or progress? (Vladimir Solovyov and his criticism of St. Philaret of Moscow’s ecclesiology) // Beyond Modernity: Russian Religious Philosophy and Post-Secularism. Pickwick Publications, 2016. — P. 160—168.
- По направлению к Канту: фрагмент из истории персонализма в Новое время // Вопросы философии. 2017. — № 2. — С. 178—185.
- Восприятие идей И. Канта в богословском наследии свт. Иннокентия (Борисова) // Вестник ПСТГУ II:74. — М.: ПСТГУ, 2017. — С. 94—102.
- Антропология святителя Феофана Затворника и зарождение первых персоналистических концепций в русском богословии // Вестник ПСТГУ I:70. — М.: ПСТГУ, 2017. — С. 11—27.
- Апостольская иерархия или апостольская община: вопрос о преемстве в русском богословии конца XIX — начале XX в. // Прикосновение к вечности: Сборник статей. — М.: ПСТГУ, 2017. — С. 120—130.
- «Тринитарная Церковь»: блаженный Августин и русская экклесиология середины XIX в. // Блаженный Августин и августинизм в западной и восточной традициях. — М.: ПСТГУ, 2017. — С. 193—202.
- Французский августинизм и русские споры о «чистой любви» // Блаженный Августин и августинизм в западной и восточной традициях. — М.: ПСТГУ, 2017. — С. 203—210.
- Святитель Филарет и Предание Церкви // Филаретовский альманах. Вып. 13. — М.: ПСТГУ, 2017. — С. 47—74.
- Понятие persona в наследии блж. Августина и персоналистическая концепция В. И. Несмелова // Вопросы философии. 2018. — № 7. — С. 187—195.
- Святитель Димитрий Ростовский и богословское наследие древнего Киева // Православие и православная культура в эпоху святого Димитрия Ростовского. Ростов: Издание Спасо-Яковлевского монастыря, 2018. — С. 187—197.
- Миросозерцание Евгения Николаевича Трубецкого по его магистерской диссертации «Миросозерцание блаженного Августина» // Вестник ПСТГУ I:77. — М.: ПСТГУ, 2018. — С. 11—25.
- «Град» или «храм»? — к вопросу о ключевых понятиях экклесиологических концепций блаженного Августина и святителя Филарета Московского // Вестник Екатеринбургской духовной семинарии. 2018. — № 2. — С. 81—96.
- Концепция церковной истории в работах русских академических богословов первой четверти XIX в. // Христианское чтение. 2018. — № 5. — С. 16—23.
- Поздние славянофилы и либеральное духовенство в начале XX в. // Собор и соборность: к столетию начала новой эпохи: Материалы международной научной конференции. — М., 2018. — С. 215—227.
- Гуманитарная составляющая в богословском образовании, или необходимо ли Церкви научное знание? // Христианская педагогика в современном мире: Материалы II международной научно-практической конференции. Пенза, 2018. — С. 86—96.
- Русское «новое богословие» в конце XIX — начале XX вв.: к вопросу о генезисе и содержательном объеме понятия // Государство, религия, церковь в России и за рубежом. 2018. — № 3 [36]. — С. 145—165.
- Любящие, возлюбленные и разделяющая их любовь: концепция любви в романе Райнера Марии Рильке «Записки Мальте Лауридса Бригге» // Филаретовский альманах. Вып. 14. — М., 2018. — С. 17—36.
- Учитель и ученик: святитель Филарет Московский и святитель Филарет Черниговский // Филаретовский альманах. Вып. 14. — М., 2018. — С. 65—87.
- Средневековая проповедь Fortis est ut mors dilectio в контексте августинианской традиции // Вестник РХГА. 2018. — № 3. — С. 130—139.
- Peter Chaadaev and St. Innocent of Herson: The New Contours of Tradition // Peter Chaadaev: Between the Love of Fatherland and the Love of Truth / Mrowczynski-Van A., Obolevitch T., Rojek P. edd. Eugene, 2018. — P. 116—126.
- Два Иуды // У истоков и источников: на международных и междисциплинарных путях / Юбилейный сборник в честь Александра Васильевича Назаренко. М. — СПб., 2019. — С. 445—456.
- Наследие святителя Иоанна Златоуста в европейских богословских спорах // Златоустовские чтения. — М., 2019. — С. 179—190.
- «На языке софиологии»: критика о. Сергием Булгаковым триадологии блаженного Августина // Вестник ПСТГУ, Серия I: Богословие. Философия. Религоведение. — М., 2019. Вып. 83. — С. 11-25.
- «Историческая экклесиология» русских святителей первой трети XIX века // Актуальные вопросы церковной науки. СПбПДА, 2019. — № 2. — С. 13-20.
- Пастырское богословие сегодня: недоумения и проблемы // Пастырское богословие сегодня: недоумения и проблемы // Христианство и педагогика: история и современность: Материалы III Международной научно-практической конференции. — Пенза, 2019. — С. 115—124.
- Богословие святителя Иннокентия Пензенского: акценты и истоки // Иннокентий Пензенский, свт. Полное собрание творений: В 10 т. Пенза, 2019. — Т. 5. — С. 399—422.
- Комментарии к богословским сочинениям святителя Иннокентия Пенезнского // Иннокентий Пензенский, свт. Полное собрание творений: В 10 т. Пенза, 2019. — Т. 5. — С. 446—473, 486—515.
- Соборность в русской богословской традиции: беседа Александра Кырлежева с протоиереем Павлом Хондзинским // Вопросы теологии. Том 1. — № 3. СПбГУ, 2019. — С. 427—440.
- «Святое государство» В. И. Экземплярского: в поисках истоков концепции // Филаретовский альманах. Вып. 15. — М., 2019. — С. 95-108.
- Персоналистическая концепция прот. Георгия Флоровского в контексте идей «нового богословия» // Христианское чтение. 2019. — № 6. — С. 73-80.
- Идея «персонализации» Церкви в русском богословии второй половины XIX — начала XX вв. // Вестник Екатеринбургской духовной семинарии. 2019. — № 4 (28). — С. 124—142.
- Проблема языков богословия в «Большой трилогии» о. Сергия Булгакова// Государство, религия, церковь в России и за рубежом. 2020. — № 1 (38). — С. 177—200.
- Был ли последний русский император белым царем? // Монарх и монархия: К 150-летию со дня рождения императора Николая II и 100-летию убиения царской семьи. — М., 2020. — С. 175—185.
- Богословское наследие Иоанна Кронштадтского в контексте Синодальной традиции //«Вся жизнь — в стремлении к святости и правде». Праведный Иоанн Кронштадтский: Пастырь Нового времени и его наследие / Науч. ред. Г. М. Запальский. — М.: Лето: Фонд социально-культурных инициатив, 2020. — С. 214—233.
- Гомилетическое наследие Иоанна Кронштадтского // «Вся жизнь — в стремлении к святости и правде». Праведный Иоанн Кронштадтский: Пастырь Нового времени и его наследие / Науч. ред. Г. М. Запальский. — М.: Лето: Фонд социально-культурных инициатив, 2020. — С. 233—239.
- Триадология и софийность: от В. С. Соловьева к о. Сергию Булгакову // Философия России первой половины XX века: Сергей Николаевич Булгаков. — М., 2020. — С. 322—333.
- Персоналистическая экклесиология прот. Сергия Булгакова, прот. Георгия Флоровского и В. Н. Лосского // Христианское чтение. 2020. — № 5. — С. 10—22.
- Св. Иоанн Кронштадтский и «новое богословие» // Филаретовский альманах. Вып. 16. — М., 2020. — С. 59—72.
- Экклесиологический проект прот. Георгия Флоровского в контексте августинианской традиции // Вестник ПСТГУ. Серия I: Богословие. Философия. Религиоведение. 2020. — Вып. 92. — С. 11—31.
- «Он жил, богословствуя» (святитель Филарет Московский глазами прот. Георгия Флоровского) // Труды коломенской духовной семинарии. — Вып. 14. 2020. — С. 6—17.
- Попущение как акт Божественного кенозиса в мысли А. М. Бухарева // Вестник Екатеринбургской духовной семинарии. 2021. — № 33. — С. 113—128.
- «Любовь Отца распинающая, любовь Сына распинаемая, любовь Духа, торжествующая силою крестною»: святитель Филарет и отец Сергий Булгаков // Филаретовский альманах. Вып. 17. — Москва : Изд-во ПСТГУ, 2021. — 216 c. — C. 68-88
- Наследие прот. Георгия Флоровского (1893—1979): pro et contra // Русско-Византийский вестник Санкт-Петербургской духовной академии Русской Православной Церкви. 2021. — № 1 (4). — С. 155—175.
- Интерпретация мучеником Иоанном Поповым учения святителя Афанасия о первозданном человеке и ее истоки // Вестник Екатеринбургской духовной семинарии. 2021. — № 35. — С. 52—65.
- «Любовь Отца распинающая, Любовь Сына распинаемая, Любовь Духа, торжествующая силою крестною»: святитель Филарет и о. Сергий Булгаков // Филаретовский альманах. — Вып. 17. — М., 2021. — С. 68-85.
- Два эстетизма: Блаженный Августин и К. Н. Леонтьев //Словесность и история: журнал филологических и историко-культурных исследований. — СПб, 2021. — № 4. — С. 133—144.
- Святитель Иоанн Златоуст в русской богословско-академической науке начала XX в. (мч. И. Попов и В. И. Экземплярский) //Златоустовские чтения. — М., 2022. — С. 303—317.
- Два «Опыта катехизического учения о Церкви»: «Церковь одна» Хомякова и «Православие» о. Сергия Булгакова // Русская эмиграция. Церковная жизнь и богословское наследие. Материалы научной конференции 10-12 марта 2021 г. — С. 5-18.
- Augustinus rossicus. Очерки русской августинианы XVIII — середина XX в. // Августин Гиппонский, блж. Творения: на латинском и русском языках. — Т. 1. — М., 2022. — С. 21-98.
- Богословское наследие святителя Филарета, митрополита Московского: генезис, проблематика, судьба // Жизнь и служение святителя Филарета (Дроздова), митрополита Московского. — М., 2022. — С. 71-125.
- Портрет учителя Запада в интерьере синодальной эпохи: диссертация И. В. Попова о блаженном Августине // Вопросы теологии. 2022. — Т. 4. — № 1. — С. 54-73.
- Рождение тринитарной экклесиологии: комментарий к четвертому письму «Столпа и утверждения Истины» о. Павла Флоренского // Христианское чтение. 2022. — № 3. — С. 102—110.
- Экклесиологическая концепция Э. Мерша и ее восприятие богословами русской диаспоры // Вестник ПСТГУ. Серия I: Богословие. Философия. Религиоведение. 2022. — Вып. 102. — С. 29-49.
- Было бы неплохо осуществить исследовательский проект под названием «Богословский пароход»… // Вопросы теологии. — 2023. — Т. 5, № 2. — С. 314—341.
- Мистическое богословие отца Павла Флоренского в контексте Corpus Areopagiticum // Русско-Византийский вестник. — 2023. — № 1 (12). — С. 51-62.
- Церковь и государство на стыке эпох: Декларация митр. Сергия (Страгородского) 1927 г. В контексте взаимоотношений града земного и града небесного // Вестник ПСТГУ. Серия 2: История. История Русской Православной Церкви. — 2023. — № 112. — С. 80-93.
- К вопросу об авторстве труда «Иларий, епископ Пиктавийский» // Филаретовский альманах. — 2023. — Вып. 19. — С. 182–196.
- К вопросу о содержательном объеме термина «поместность» в экклесиологии // Церковь в истории России : К 30-летию создания Центра истории религии и Церкви в Институте российской истории РАН, Москва, 22-23 марта 2023 года. Том 14. — Москва: Институт Российской истории РАН, 2023. — С. 93-106.
- Концепт «христианское общество» в наследии святителя Тихона Задонского // Труды Воронежской духовной семинарии. 2025. — Выпуск 1 (20). — C. 13-24.